# Мануйлы
Мануйлы — исчезнувшая деревня в Краснопольском районе Могилёвской области Белоруссии.

## Географическое положение
Располагалась в 1,5 км от берега реки Палуж, между деревнями Желижье (1,5 км) и Высокий Борог (2,5 км), в 28 километрах к юго-востоку от города Черикова, в 102 км от Могилёва, в 14 км к северо-востоку от Краснополье, в 69 км от Чечерска и в 113 км от Гомеля.

## История
В 1909 году — хутор в Палужской волости Чериковского уезда Могилёвской губернии; 56 дворов, население — 286 человек. В 1938 году — деревня в Горновском сельсовете Краснопольского района Могилёвской области БССР. С 16 июля 1954 года — в составе Высокоборского сельсовета того же района.

## Религия
В 1910 году относился к православному приходу Святого Митрофана в Горезне.